# Karabin maszynowy NSW
NSW – radziecki wielkokalibrowy karabin maszynowy skonstruowany przez G. I. Nikitina, J. S. Sokołowa i W. I. Wołkowa.

## Historia
W 1969 roku rozpoczęto w ZSRR prace nad nowym WKM, następcą DSzKM. W 1972 roku nowy karabin maszynowy został przyjęty do uzbrojenia SZ ZSRR, a w następnych latach znalazł się na uzbrojeniu większości sił zbrojnych państw Układu Warszawskiego.
Poza ZSRR był produkowany na licencji w Bułgarii, Indiach, Jugosławii i Polsce (w Zakładach Mechanicznych „Tarnów”).
Od pewnego czasu na licencji produkowana jest również wersja fińska i serbska.

## Opis
NSW jest bronią samoczynną. Zasada działania oparta na odprowadzaniu części gazów prochowych przez boczny otwór lufy, z długim ruchem tłoka gazowego. Broń wyposażona jest w dwupołożeniowy regulator gazowy. NSW strzela z zamka otwartego. Zamek ryglowany przez przesunięcie w płaszczyźnie poziomej co powoduje zajście czterech występów ryglowych zamka za opory ryglowe obsady lufy. Dwa wyciągi sprężynujące znajdują się w zamku, wyrzutnik napędzany suwadłem (łuski wyrzucane są do przodu). Mechanizm uderzeniowy bijnikowy, rolę bijnika pełni suwadło. Mechanizm spustowy tylko do ognia ciągłego. Bezpiecznik nastawny, włączony bezpiecznik unieruchamia zaczep suwadła.
NSW jest bronią zasilaną przy pomocy metalowej taśmy segmentowej, z ogniwami otwartymi, identycznej jak w DSzK. Segmenty zawierają 10 naboi. Taśma metalowa o pojemności 50 nabojów jest przechowywana w skrzynkach nabojowych. Zasilanie prawo- lub lewostronne, donośnik przesuwakowy napędzany przez suwadło, taśma przesuwa się przy odrzucie.
Lufa ciężka, szybkowymienna, chłodzona powietrzem, z przewodem chromowanym, zakończona stożkowym tłumikiem płomienia. Do lufy przymocowana jest komora gazowa z regulatorem gazowym. Jest wyposażona w rękojeść ułatwiającą przenoszenie broni i wymianę lufy.
NSW może być montowany na kilku rodzajach podstaw:
- 6T7 – przystosowana wyłącznie do prowadzenia ognia do celów naziemnych, opracowana przez L.W. Stiepanowa i K. A. Baryszjewa. NSW na podstawie 6T7 jest oznaczony jako NSWS. Broń w tej wersji jest wyposażona w kolbę i chwyt pistoletowy. Zasilana jest z 50-nabojowych skrzynek nabojowych (stawianych obok podstawy). Celowanie odbywa się przy pomocy celownika mechanicznego albo optycznego SPP o powiększeniu 3 i 6x.
- 6U6 – uniwersalna, przystosowana do zwalczania celów naziemnych i powietrznych. Broń w tej wersji zasilana jest ze skrzynki nabojowej o pojemności 70 naboi, mocowanej do wspornika kołyski. Broń wyposażona jest w celownik kolimatorowy WK-4 (do strzelań przeciwlotniczych) i optyczny PU (do strzelań do celów naziemnych).

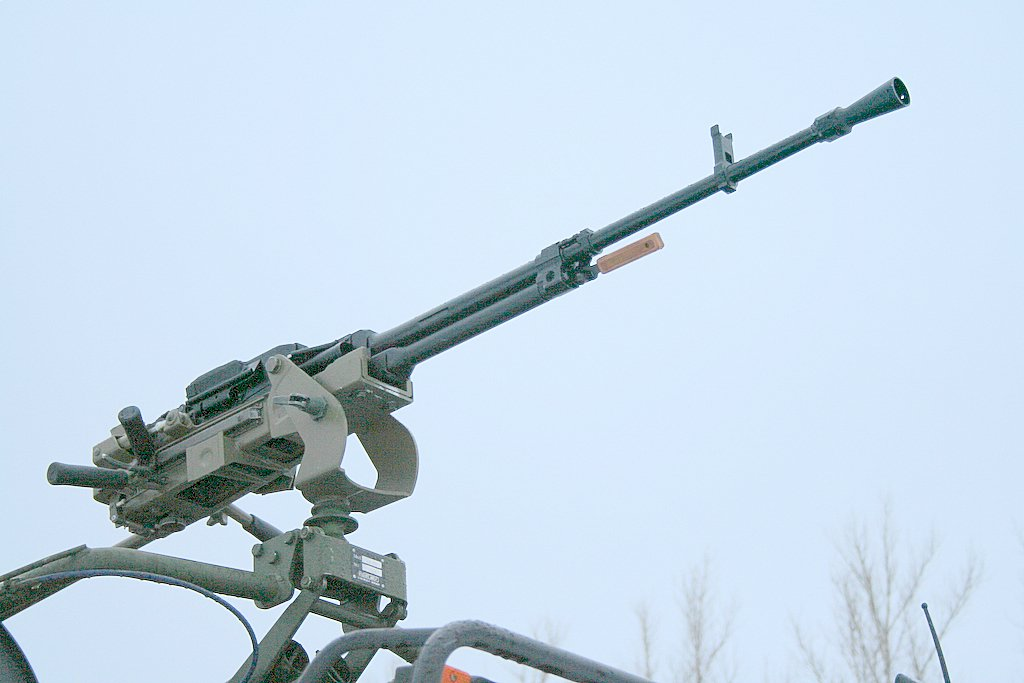
Karabin NSWT

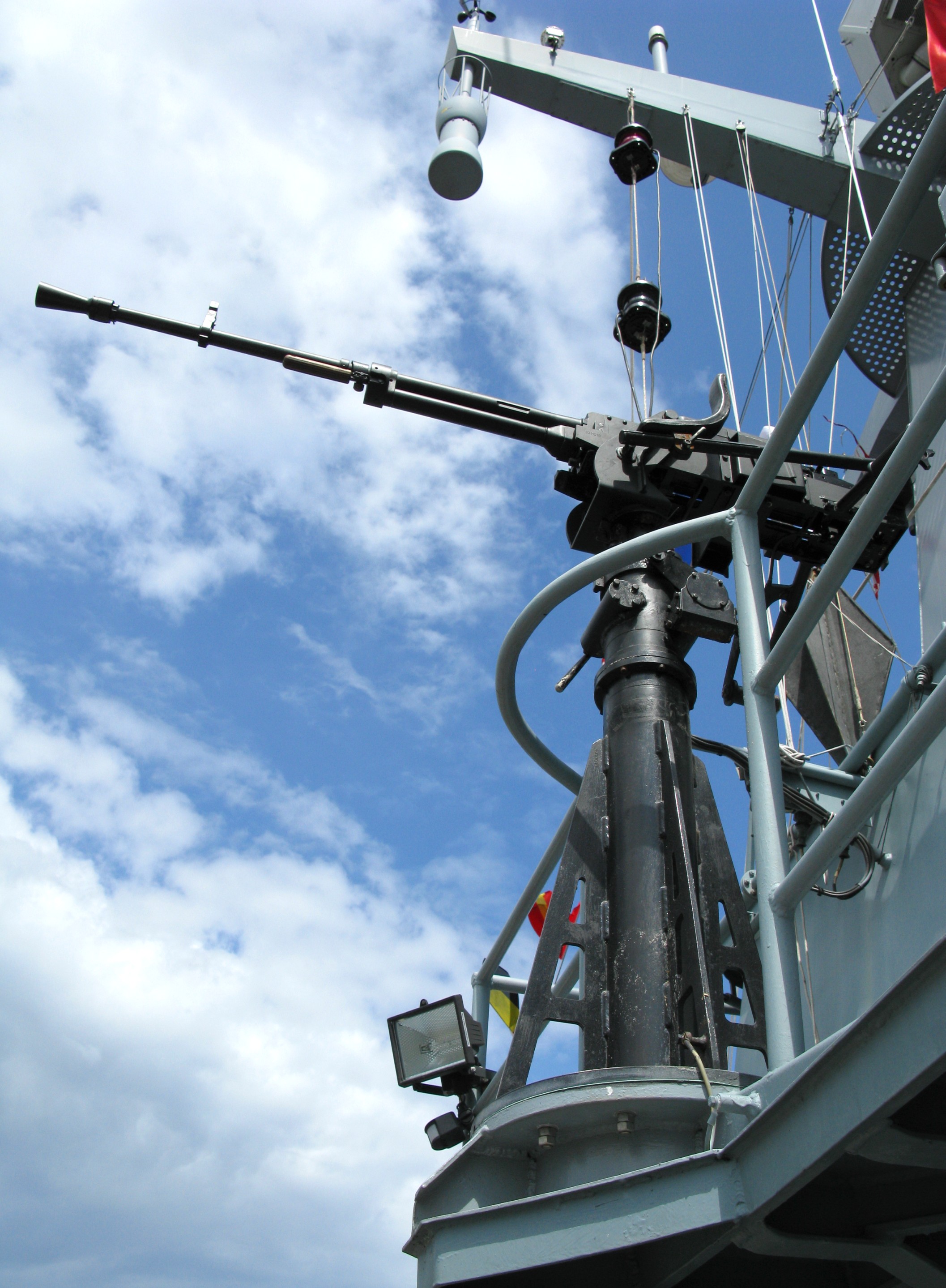
Karabin WKM-UTIOS (NSW) na podstawie słupkowej

## Wersje
- NSW – wersja podstawowa, stosowana jako broń piechoty, a także jako broń przeciwlotnicza czołgów T-72 i PT-91.
- NSW 12,7 Itkk 96 – fińska wersja karabinu na licencji.
- NSWT – czołgowy karabin maszynowy wyposażony w elektrospust. Instalowany jako broń przeciwlotnicza w czołgach T-64 i T-80.
- NSWT M87 – serbska wersja czołgowego karabinu maszynowego na licencji.
- NSWS – zasilany tylko z lewej strony i przystosowany do montażu celownika noktowizyjnego 1PN52-1 (tego samego co w granatnikach RPG-29).
- WKM-B – polska wersja na .50 BMG.
- WKM-UTIOS – nazwa handlowa broni z Zakładów Mechanicznych „Tarnów”.

## Użytkownicy
- Finlandia
- Gruzja
- Egipt
- Indie
- Iran
- Irak
- Mauretania
- Mongolia
- Maroko
- Polska
- Rosja
- Syria
- ZSRR
- Wietnam